# Catedral de Nuestra Señora de la Anunciación (Ibadán)
La catedral de Nuestra Señora de la Anunciación o simplemente iglesia de Nuestra Señora de la Anunciación y también catedral católica maronita de Ibadán (en inglés: Our Lady of the Annunciation Cathedral) es el nombre que recibe un edificio religioso afiliado a la Iglesia católica que se encuentra ubicado en la ciudad de Ibadán capital del estado de Oyo en el suroeste del país africano de Nigeria. No debe ser confundida con la catedral de Santa María en la misma localidad pero que sigue el rito latino o romano y es sede de la arquidiócesis metropolitana de Ibadán.
Se trata de un templo cuya primera piedra fue colocada en 2000 y que fue consagrado dos años después. Sigue el rito maronita o antioqueno y fue la iglesia principal del exarcado apostólico maronita de África Occidental y Central (Exarchatus Apostolicus Africae Centralis et Occidentalis) que fue creado por decisión del papa Francisco mediante la bula "Patrimonium ecclesiarum" el 13 de enero de 2014. Desde el 13 de enero de 2014 es la catedral de la eparquía de la Anunciación, que suplantó al exarcado apostólico.
Está dedicada a la Virgen María, concretamente al suceso bíblico de la Anunciación y es responsabilidad del padre Simon Faddoul.